# Хронологія Всесвіту

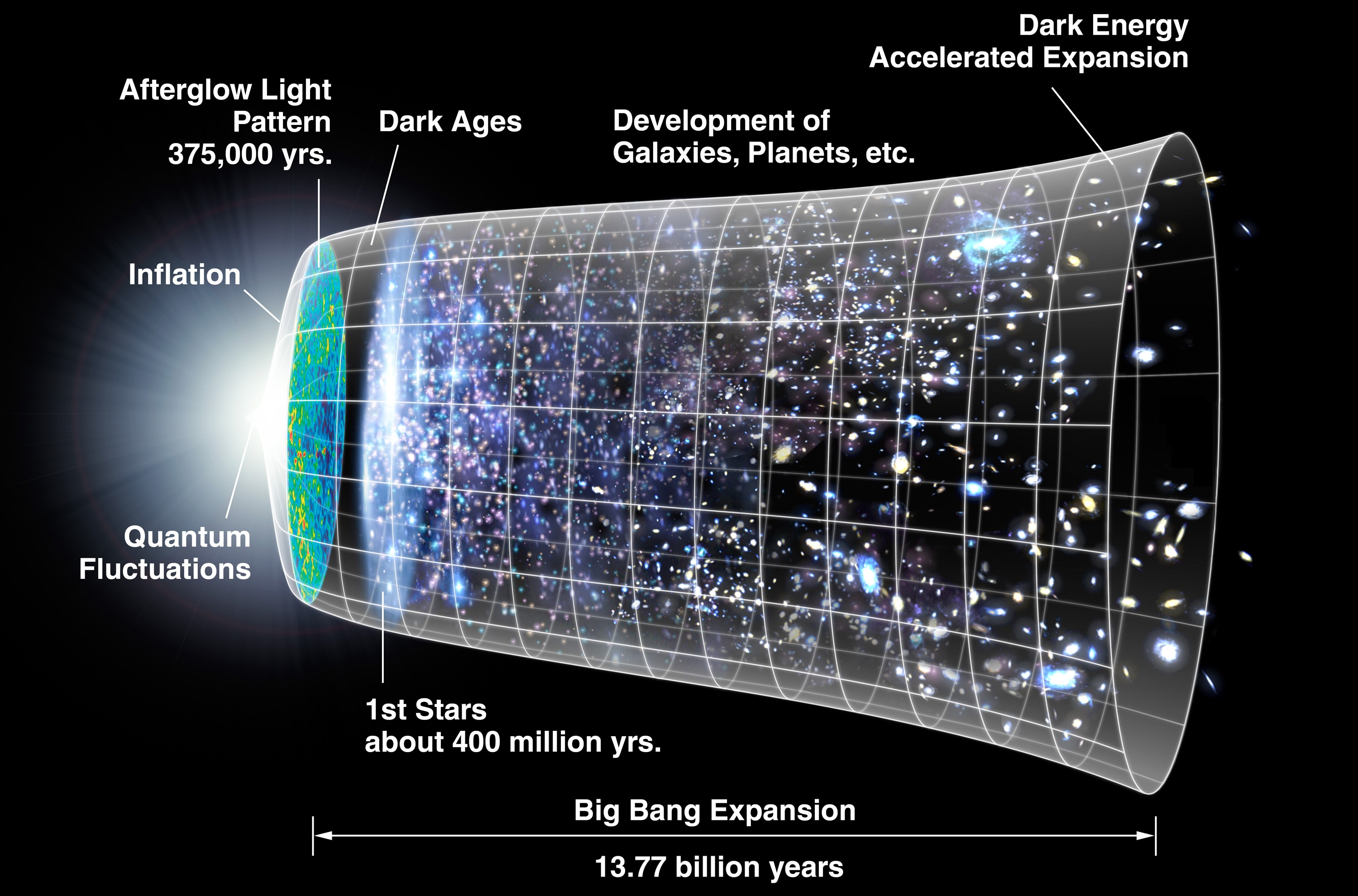
Діаграма еволюції Всесвіту від Великого Вибуху (зліва) — дотепер

Хронологія Всесвіту — опис історії і майбутнього Всесвіту відповідно до космології Великого вибуху. Це найпоширеніша наукова модель, яка описує, як розвивався Всесвіт, починаючи з епохи Планка до сьогодення, використовуючи космологічний часовий параметр супутніх координат. Модель розвитку Всесвіту відома як Великий Вибух. У 2015 році прийняли, що цей розвиток бере початок 13,799 ±0,021 млрд років тому з рівнем довіри 68 %.

## Опис
У першій фазі ранній Всесвіт був дуже гарячий або енергетичний. Через це не існувало жодної частинки матерії, а якщо й існували, то дуже короткий час. Згідно з найпоширенішою науковою теорією, у той час чотири фундаментальні сили, які ми бачимо довкола нас сьогодні, були об'єднані в одну єдину силу. Просторовий час сам по собі розширився впродовж інфляційної епохи, згідно з масштабністю залученої сили.
Поступово енергія зменшилась, але температура все ще була недосяжно велика порівняно зі спостережуваною нині. Але її було достатньо, щоб дозволити силі поступово подолати симетрію, що зрештою призвело до її поділу на сильну й електрослабку взаємодію та появи перших частинок.
На другій фазі утворена кварк-глюонна плазма продовжує охолоджуватися, фундаментальні сили набувають своїх справжніх форм, які ми знаємо сьогодні, шляхом подальшого порушення симетрії — особливо електрослабкої симетрії — з'являється можливість для появи повного спектра складних і складених частинок, які ми бачимо довкола нас сьогодні. Це призводить до гравітаційно-домінуючого Всесвіту. З'являються перші нейтральні атоми (~80 % гідрогену) і космічне мікрохвильове фонове випромінювання, яке ми можемо спостерігати сьогодні. Сучасні теорії фізики високоенергетичних частинок є достатніми на цьому енергетичному рівні і, як вірять фізики, мають хороше розуміння минулого і можливого майбутнього фундаментального Всесвіту навколо нас. Через ці зміни космос також став більш проникливий до світла і до іншої електромагнітної енергії до кінця цієї фази.
Третя фаза починається після короткого темного періоду Всесвіту, у якому фундаментальні часточки і сили були такими, якими ми їх знали, і свідчили про появу великого спектра стабільних структур, як-от перші зірки, квазари, галактики, групи галактик і понадскупчення, і завдання яких – створити новий вид Всесвіту, котрий ми спостерігаємо сьогодні. Деякі дослідники називають розвиток усіх цих фізичних структур впродовж мільярдів років «космічною еволюцією». Інші, більш міждисциплінарні дослідники, відносять до «космічної еволюції» весь сценарій зростання складності Всесвіту від Великого Вибуху до виникнення людства, аби об'єднати біологію й культуру в єдиний вид всієї складної системи у Всесвіті.
Науковці передбачають, що Земля перестане підтримувати життя приблизно через мільярд років і буде поглинута значно розширеним сонцем приблизно через 5 мільярдів років. У значно більшій часовій шкалі зоряна ера закінчиться, коли зірки врешті-решт загинуть і мало з них переродяться, щоб замінити їх, що призведе до затемнення Всесвіту. Різні теорії пропонують кілька можливих послідовностей. Якщо часточки, як-от протони, є нестабільними, вони врешті-решт зможуть випаруватися й перейти на нижчий рівень енергії, на кшталт ентропії, що призведе до теплової смерті. Як варіант, Всесвіт може колапсувати у Великому Обвалі, хоча поточні дані показують, що швидкість розширення Всесвіту все ще зростає. Якщо це дійсно так, усе може скінчитися «великою мерзлотою»: матерія й енергія стають дуже рідкісними й холоднішають. Альтернативні пропозиції включають неправильну вакуумну катастрофу або Великий Розрив як можливий кінець Всесвіту.

Історія Всесвіту — відповідно до гіпотез гравітаційні хвилі виникли з космічної роздутости, швидшого за світло розширення відразу по Великому Вибуху

## Дуже ранній Всесвіт
Всі ідеї, які стосуються раннього Всесвіту (космогонія), є спекулятивними. Жодних експериментів на прискорювачах ще не було проведено, оскільки ще не було досягнуто тих значень енергій, які переважали під час цього періоду.

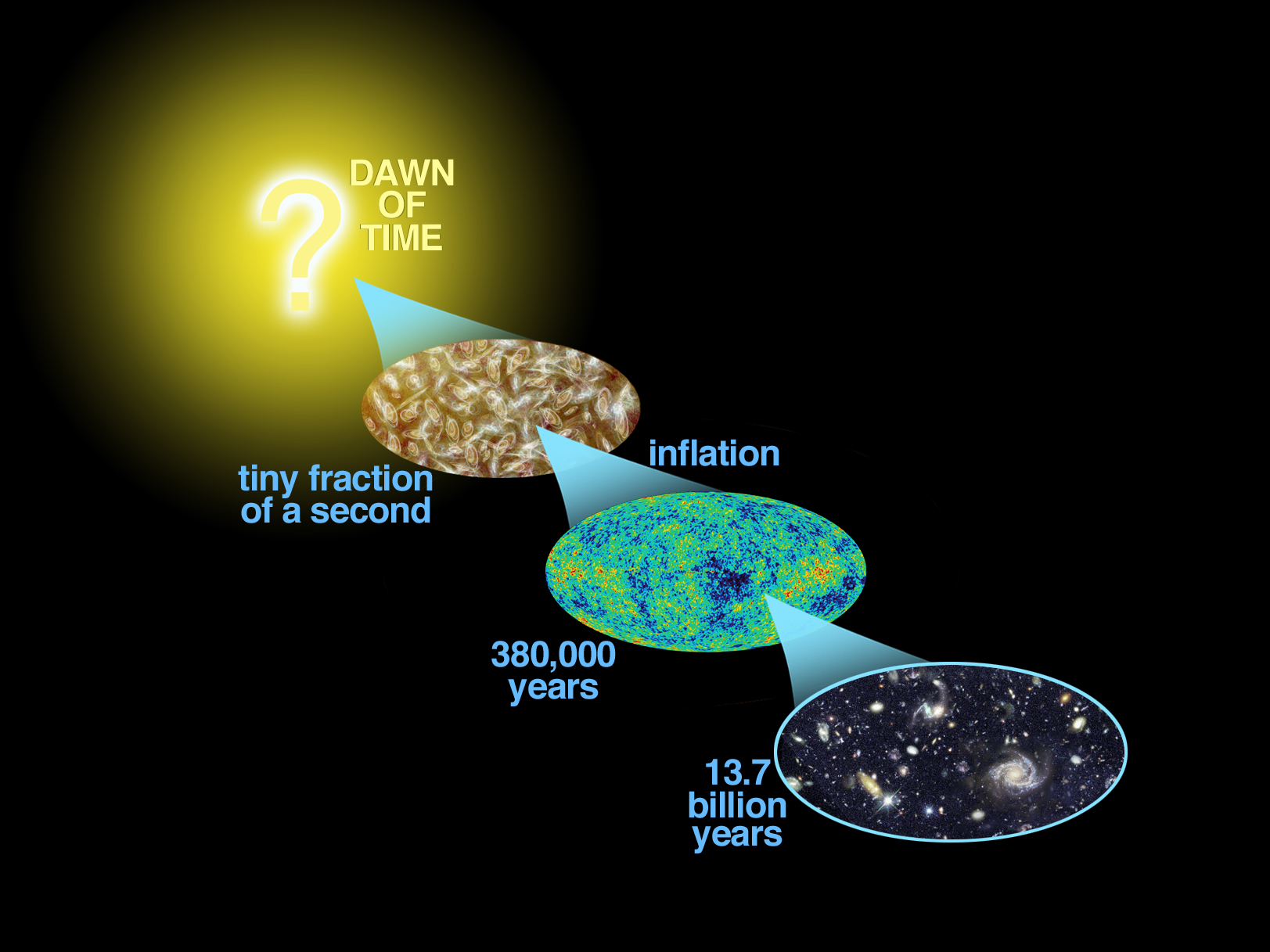
Історія космосу

### Планківська епоха
0—10−43 секунди після Великого Вибуху
Планківська епоха — це ера в традиційній (яка не піддається інфляції) космології великого вибуху, де температура була така висока, що чотири основні сили — електромагнетизм, гравітація, слабка ядерна взаємодія, і сильна ядерна взаємодія — були однією фундаментальною силою. Мало відомо про фізику за цих температур; різні гіпотези пропонують різні сценарії. Традиційна космологія Великого Вибуху передбачає гравітаційну сингулярність до цього періоду, але ця теорія покладається на загальну теорію відносності і, передбачається, що вона повинна погіршитися відповідно до квантового ефекту. В інфляційній космології час перед кінцем інфляції (приблизно 10−32 секунд після великого вибуху) не відповідає традиційному часовому проміжку традиційної теорії Великого Вибуху.

### Епоха Великої уніфікації
Між 10−43 секунди і 10 −36 секунди після Великого Вибуху
Всесвіт розширився й охолодився до перехідної температури, за якої сили відділяються одна від одної. Це є фазові переходи, більш схожі на конденсацію і кристалізацію. Епоха великої уніфікації почалася, коли гравітація відділилася від інших сил природи, які загально відомі як вимірювальні сили. Негравітаційна фізика в цю епоху була б описана як так звана теорія Великої Уніфікації (ТВУ). Епоха Великої Уніфікації закінчилась тоді, коли сили ТВУ надалі поділяються на сильну й електрослабку сили.

### Електрослабка епоха
Між 10−36 секунди (або кінець інфляції) і 10−32 секунди після Великого Вибуху
Згідно з космологією традиційного Великого Вибуху, електрослабка епоха почалася в 10−36 секунди після Великого Вибуху, тоді, коли температура Всесвіту була досить низькою (1028 К), щоб відділити сильну силу від електрослабкої (назва для об'єднання сил електромагнетизму і слабкої взаємодії) сили. В інфляційній космології електрослабка епоха закінчується тоді, коли починається інфляційна епоха (приблизно в 10−32 секунди).

#### Інфляційна епоха
Тривалість невідома, закінчується 10−32 (?) секунд після Великого Вибуху
Космічна інфляція була ерою прискореного розширення, вироблена гіпотетичним полем під назвою Інфлятон, яке б мало властивості, подібні до поля Хіггса і темної енергії. У той час, як сповільнене розширення збільшить відхилення від однорідності, роблячи Всесвіт більш хаотичним, прискорене розширення зробить Всесвіт більш однорідним. Достатньо довгий період інфляційного розширення в минулому міг пояснити високий рівень однорідності, тобто той, який спостерігають у Всесвіті сьогодні у великих масштабах, навіть якщо стан Всесвіту до інфляції був сильно порушений.
Інфляція закінчилась тоді, коли інфляційне поле розклалося на звичайні частинки в процесі, який називається «перенагрівання», з чого почалося розширення звичайного Великого вибуху. Час перенагрівання зазвичай розцінюється як час «після Великого Вибуху». Це належить до часу, який був пройдений в традиційній (не інфляційній) космології між сингулярністю Великого Вибуху і всесвітнім падінням температури до тієї самої, яка вироблялася перенагріванням, хоча в інфляційній космології традиційний Великий Вибух не відбувався. Відповідно до найпростішої інфляційної моделі, інфляція закінчилася за температури, що відповідала приблизно 10−32 секунди після Великого Вибуху. Як сказано вище, це не означає, що інфляційна епоха тривала менше ніж 10−32 секунди. Насправді, щоб пояснити спостережену однорідність Всесвіту, тривалість інфляції мусить бути більша ніж 10−32 секунди. В інфляційній космології найбільш ранній значущий час «після Великого Вибуху» — це час кінця інфляції. 17 березня 2014 року астрофізики з організації BICEP2 повідомили про виявлення інфляційних гравітаційних хвиль в B-mode діапазоні спектра, який був інтерпретований як очевидний експериментальний доказ для теорії інфляції. Однак 19 червня 2014 року знизилась впевненість у підтвердженні у відкриттях космічної інфляції, що були повідомлені, і в кінці 2 лютого 2015 року спільні аналізи даних з супутників BICEP2/Keck та Planck дійшли висновку, що статистичне значення (даних) є надто низьке, щоб бути інтерпретованим як виявлення інфляції, і їх (дані) можна віднести головним чином до поляризованого пилу Молочного Шляху.

#### Баріогенезис
Нині є недостатньо емпіричних даних, щоб пояснити, чому Всесвіт містить набагато більше баріонів, ніж антибаріонів. У поясненні цього феномена мусимо брати до уваги умови Сахарова, щоб відповідати часу після кінця космологічної інфляції. У той час, як фізика елементарних частинок передбачає асиметрії, при яких ці умови будуть виконані, ці асиметрії є емпірично надто малими, щоб спостерігати баріонно-антибаріонну асиметрію Всесвіту.

## Ранній Всесвіт
Після закінчення космічної інфляції Всесвіт наповнився кварк-глюонною плазмою. З цього періоду і далі фізика раннього Всесвіту стає краще зрозумілою і менш спекуляційною.

### Порушення суперсиметрії (теорія)
Якщо суперсиметрія є властивістю нашого Всесвіту, тоді вона мусить бути порушена за енергії, що сягають не менш ніж 1 ТеВ в шкалі електрослабкої симетрії. Маси часточок і їхніх суперпартнерів тоді не будуть рівними, що може пояснити, чому суперпартнерів немає серед усіх відомих на сьогодні частинок, які коли-небудь спостерігалися.

### Руйнування електрослабкої симетрії й епоха кварків
Між 10−12 секунди і 10−6 секунди після Великого Вибуху.
Коли температура Всесвіту падає нижче певного високого рівня енергії, вважається, що поле Хіггса безпосередньо досягає вакуумного очікуваного значення, яке порушує електрослабку вимірювальну симетрію. Це має два відносні ефекти:
1. Слабка й електромагнетична сила і їхні відповідні бозони (W- і Z-бозони і фотон) проявляються по-різному в теперішньому Всесвіті з різними діапазонами.
2. Через механізм Хіггса всі прості частинки, що взаємодіють з полем Хіггса, набувають певної маси, при цьому не маючи маси на вищих енергетичних рівнях.

Наприкінці цієї епохи фундаментальна гравітаційна взаємодія, електромагнетизм, сильна і слабка взаємодії набувають своїх теперішніх форм, фундаментальні часточки мають масу, але температура Всесвіту все ще надто висока, щоб дозволити кваркам зв'язатися в форму адронів.

### Епоха адронів
Між 10−6 секунди і 1 секундою після Великого Вибуху
Кварк-глюонна плазма, з якої складається Всесвіт, охолоне настільки, що зможуть утворитися адрони, включаючи баріони, такі як протони і нейтрони. Приблизно в першу секунду після Великого Вибуху нейтрино відщеплюються і починають вільно подорожувати у просторі. Цей космічний фон нейтрино ніколи не було і не буде спостережувано детально, оскільки енергія нейтрино є надто низькою, а аналогічне космічне мікрохвильове фонове випромінювання, яке ми зараз спостерігаємо, було випромінене набагато пізніше. Однак існує переконливий непрямий доказ, що існування космічного фону нейтрино походить з первинного нуклеосинтезу надмірної кількості гелію в момент Великого Вибуху і від анізотропії в космічному мікрохвильовому фоні.

### Епоха лептонів
Між 1 секундою і 10-ю секундою після Великого Вибуху
Більшість адронів і анти-адронів анігілюються одне одним в кінці адронної епохи, залишаючи лептони і анти-лептони переважаючою масою Всесвіту. Близько 10-ї секунди після Великого Вибуху температура Всесвіту падає до точки в якій лептон/анти-лептонні пари більше не утворюються і більшість лептонів і анти-лептонів знищуються в анігіляційних реакціях, залишаючи маленький залишок лептонів.

## Епоха фотонів
Між 10 секундою і 380 000 років після Великого Вибуху
Після того, як більшість лептонів/анти-лептонів знищуються в кінці епохи лептонів, у Всесвіті домінує енергія у вигляді фотонів. Ці фотони ще часто взаємодіють з протонами, електронами і навіть ядрами, і продовжують так робити протягом наступних 380 000 років.

### Первинний нуклеосинтез
Між 3 і 20 хвилинами після Великого Вибуху
Під час епохи фотонів температура Всесвіту падає до позначки, де атомне ядро може почати формуватися. Протони (іони водню) і нейтрони починають об'єднуватися в атомне ядро в процесі ядерного синтезу. Вільні нейтрони об'єднуються з протонами й утворюють важкий водень (дейтерій). Важкий водень швидко вигорає до гелію-4. Нуклеосинтез триває тільки 17 секунд, оскільки температура і щільність Всесвіту падають до точки, де ядерний синтез не може продовжуватися. До цього часу всі нейтрони були включені в ядра гелію. Після нуклеосинтезу залишається приблизно в три рази більше гідрогену, ніж гелію-4 (за масою), і тільки маленька кількість інших легких ядер.

### Домінування матерії
70 000 років після Великого Вибуху
У цей час щільності нерелятивістської матерії (атомних ядер) і релятивістської радіації (фотонів) рівні. Величина радіуса Джинса, яка визначає найменші структури, які можуть утворитися (через конкуренцію між гравітаційним тяжінням і ефектами тиску) починає різко зменшуватись і збурення, замість того, щоб бути знищеними вільною потоковою радіацією, можуть починати рости в амплітуді.
Згідно з моделлю ΛCDM, на цій стадії холодна темна матерія домінує, прокладаючи шлях до гравітаційного колапсу для посилення крихітних неоднорідностей залишених космічною інфляцією, роблячи густі області густішими і розріджені регіони розрідженішими. Однак, сучасні теорії щодо природи чорної матерії є неостаточні, тобто ще немає консенсусу щодо її походження на ранньому етапі, як і про поточне існування баріонної матерії.

### Рекомбінаціятареліктове випромінювання
378 000 років після Великого Вибуху

## Таблиця хронології Всесвіту
| Епоха                                                                                 | Час | Червоне зміщення | Температура випромінювання          | Опис |
| ------------------------------------------------------------------------------------- | --- | ---------------- | ----------------------------------- | --- |
| Планківська епоха                                                                     | < 10−43 с |                  | > 1032 K ( > 1019 ГеВ)              | Коли вік Всесвіту менший за планківський час, звичайні уявлення про простір і час можуть втрачати чинність. В планківську епоху, ймовірно, у фізиці домінували ефекти квантової гравітації. |
| Епоха великого об'єднання                                                             | < 10−36 с |                  | > 1029 K ( > 1016 ГеВ)              | Три сили Стандартної моделі (окрім гравітації) все ще об'єднані в межах Теорії великого об'єднання. |
| Епоха інфляції Електрослабка епоха                                                    | < 10−32 с |                  | 1028 K ~ 1022 K (1015 ~ 109 ГеВ)    | Космічна інфляція розширює простір приблизно в 1026 разів за час від 10−36 до 10−32 с. За цей час Всесвіт охолоджується з 1027 до 1022 К. Сильна взаємодія відділяється від електрослабкої взаємодії. |
| Кінець Електрослабкої епохи                                                           | 10−12 с |                  | 1015 K (150 ГеВ)                    | Поки температура не опуститься нижче 150 ГеВ, середня енергія взаємодій частинок достатньо висока, щоб описувати їх як обмін векторними бозонами W₁, W₂, W₃ і B (електрослабка взаємодія) та скалярними бозонами H⁺, H⁻, H⁰, H⁰* (взаємодія Хіггса). У цій картині вакуумне середнє значення поля Хіггса дорівнює нулю (тому всі ферміони безмасові), всі електрослабкі бозони безмасові (вони ще не поглинули компонент поля Хіггса, щоб стати масивними), а фотони (γ) ще не існують (вони з’являться після фазового переходу як лінійна комбінація бозонів B і W₃: γ = B cos θW + W₃ sin θW, де θW – кут Вайнберга).                                                            |
| Кваркова епоха                                                                        | 10−12 c ~ 10−5 с |                  | 1015 K ~ 1012 K (150 ГеВ ~ 150 МеВ) | Сили Стандартної моделі перебудувалися у «низькотемпературну» форму: взаємодії Хіггса та електрослабка взаємодія реорганізувалися в масивний бозон Хіггса H⁰, слабку взаємодію передають масивні бозони W⁺, W⁻ і Z⁰, а електромагнітну – безмасові фотони. Поле Хіггса має ненульове значення у вакуумі, що надає масу ферміонам. Енергії занадто високі для об'єднання кварків у адрони, тому утворюється кварк-глюонна плазма. |
| Адронна епоха                                                                         | 10−5 с ~ 1 с |                  | 1012 K ~ 1010 K (150 МеВ ~ 1 МеВ)   | Кварки зв’язуються в адрони. Невелика асиметрія між матерією та антиматерією з попередніх етапів (баріонна асиметрія) призводить до знищення антибаріонів. До 0,1 с мюони та піони перебувають у термодинамічній рівновазі й переважають баріони приблизно у співвідношенні 10:1. Близько кінця цієї епохи залишаються лише легкі стабільні баріони (протони та нейтрони). Завдяки достатньо високій щільності лептонів протони та нейтрони швидко перетворюються один на одного під дією слабкої взаємодії. Через більшу масу нейтрона початкове співвідношення нейтронів до протонів, яке спочатку становило 1:1, починає зменшуватися.                                          |
| Декаплінг нейтрино                                                                    | 1 с |                  | 10 K (1 МеВ)                        | Нейтрино припиняють взаємодіяти з баріонною матерією й утворюють нейтринне реліктове випромінювання. Відношення кількостей нейтронів і протонів "заморожується" на рівні приблизно 1:6. Сфера простору, яка згодом стане спостережуваним Всесвітом, на цьому етапі має радіус близько 10 світлових років. |
| Лептонна епоха                                                                        | 1 с ~ 10 с |                  | 10 K ~ 109 K (1 МеВ ~ 100 кеВ)      | Лептони та антилептони залишаються в термодинамічній рівновазі — енергія фотонів усе ще достатньо висока для утворення електрон-позитронних пар. |
| Первинний нуклеосинтез                                                                | 10 c ~ 103 с |                  | 109 K ~ 107 K (100 кеВ ~ 1 кеВ)     | Протони та нейтрони зв’язуються у первинні атомні ядра: водень і гелій-4. Також утворюються невеликі кількості дейтерію, гелію-3 і літію-7. Наприкінці цієї епохи сферичний об’єм простору, який згодом стане спостережуваним Всесвітом, має радіус близько 300 світлових років, а густина баріонної матерії становить близько 4 грамів на кубічний метр (приблизно 0,3 % густини повітря на рівні моря). Однак більша частина енергії в цей час міститься в електромагнітному випромінюванні. |
| Фотонна епоха                                                                         | 10 c ~ 370 тис.р |                  | 109 K ~ 4000 K (100 кеВ ~ 0.4 еВ)   | Всесвіт складається з плазми, що містить ядра, електрони та фотони. Температура занадто низька для утворення електрон-позитронних пар, але занадто висока для зв’язування електронів з ядрами. |
| Рекомбінація                                                                          | 18 тис.р ~ 370 тис.р                                                                                                 | 6000 ~ 1100      | 4000 K (0.4 еВ)                     | Електрони та атомні ядра вперше зв’язуються, утворюючи нейтральні атоми. Фотони більше не перебувають у термодинамічній рівновазі з матерією, і Всесвіт уперше стає прозорим. Рекомбінація триває приблизно 100 тисяч років, упродовж яких Всесвіт поступово стає дедалі прозорішим для фотонів. Фотони реліктового випромінювання виникають саме в цей час. На цьому етапі сферичний об’єм простору, що стане спостережуваним Всесвітом, має радіус 42 мільйони світлових років. Густина баріонної матерії становить близько 500 мільйонів атомів водню та гелію на кубічний метр, що приблизно в мільярд разів перевищує сучасну. Ця густина відповідає тиску порядку 10⁻¹⁷ атм. |
| Темні віки                                                                            | 370 тис.р ~ 150 млн р? (Повністю завершуються лише приблизно за 1 млрд р)                                            | 1100 ~ 20        | 4000 K ~ 60 K                       | Період між рекомбінацією та формуванням перших зір. У цей час єдиним джерелом фотонів є випромінювання водню на лінії 21 см. Фотони реліктового випромінювання швидко (протягом приблизно 3 млн р.) змістились в інфрачервону область спектра, і Всесвіт був позбавлений видимого світла. |
| Утворення й еволюція зір і галактик                                                   | Найдавніші галактики: від 300—400 млн р? (перші зорі: так само або раніше). Сучасні галактики: 1 млрд р ~ 10 млрд р? | Від ~20          | From about 60 K                     | Найдавніші відомі галактики існували приблизно за 380 млн р. після Великого вибуху. Галактики починають об’єднуватися в «протоскупчення» приблизно через 1 млрд р. (червоне зміщення z = 6), у скупчення галактик — від 3 млрд р. (z = 2.1), а в надскупчення — приблизно від 5 млрд р. (z = 1.2). |
| Реіонізація                                                                           | 200 млн р ~ 1 млрд р                                                                                                 | 20 ~ 6           | 60 K ~ 19 K                         | Цим періодом датуються найвіддаленіші астрономічні об’єкти, які можна спостерігати за допомогою телескопів. У цей же період формуються перші «сучасні» зорі населення I. |
| Сучасність                                                                            | 13,8 млрд р | 0                | 2.7 K                               | Зараз найдальшими спостережуваними фотонами є фотони реліктового випромінювання, що прилітають зі сфери радіусом 46 млрд св.р. Об'єм всередині неї називають спостережуваним Всесвітом. |
| Alternative subdivisions of the chronology (overlapping several of the above periods) | |                  |                                     | |
| Епоха домінування випромінювання                                                      | Від інфляції (10-32с) до 47 кр                                                                                       | > 3600           | > 104 K                             | Протягом цього часу в густині енергії домінують безмасові та легкі ультрарелятивістські частинки, такі як фотони та нейтрино, що рухаються зі швидкістю світла або близько до неї. |
| Епоха домінування матерії                                                             | 47 кр ~ 9.8 Гр | 3600 ~ 0.4       | 104 K ~ 4 K                         | Протягом цього часу в густині Всесвіту домінує енергія матерії (темної та баріонної). |
| Епоха домінування темної енергії                                                      | > 9.8 Гр | < 0.4            | < 4 K                               | Густина матерії падає нижче густини темної енергії, і розширення Всесвіту починає прискорюватися. Цей момент приблизно збігається з часом формування Сонячної системи та виникненням життя на Землі. |
| Зоряна епоха                                                                          | 150 Мр ~ 100 Тр | 20 ~ −0.99       | 60 K ~ 0.03 K                       | Період між утворенням перших зір (населення III) і припиненням зореутворення, після чого від зір залишаться лише вироджені залишки. |
| Далеке майбутнє                                                                       | > 100 Tр | < −0.99          | < 0.1 K                             | Зоряна епоха закінчиться, коли зорі поступово згаснуть, а нові народжуватимуться все рідше. Існують різні теорії щодо подальшої долі Всесвіту. За умови розпаду протонів матерія зрештою може випаруватися, що приведе до теплової смерті Всесвіту. В іншому сценарії Всесвіт може стиснутися в Велике стискання. Серед інших можливих сценаріїв кінця Всесвіту — Великий розрив, викликаний хибним вакуумом. |

#### Гіпотетична «епоха, придатна для життя»
приблизно 10—17 мільйонів років після Великого Вибуху
Протягом приблизно 6,6 мільйона років, приблизно від 10 до 17 мільйонів років після Великого Вибуху (червоне зміщення 137—100), фонова температура була у межах від 273 до 373 K (0—100 °C), тобто температура, сумісна з існуванням рідкої води і біологічних хімічних реакцій. 2014 року Аві Лоеб припустив, що в цей час міг статися абіогенез і розвинутися примітивні форми життя — період, названий ним «епохою раннього Всесвіту, придатною для життя».
Льоб припускає, що вуглецева форма життя могла зародитися у гіпотетичній «кишені» раннього Всесвіту, який був досить щільним, щоб у ньому зародилася як мінімум одна масивна зоря (що викидає карбонову оболонку при вибуху наднової), і також досить щільним для утворення планети. Для життя також потрібна була б різниця температур[джерело?] (а не лише «тепле» фонове випромінювання); така різниця могла б забезпечуватися геотермальною енергією планети.
Найімовірніше, таке життя (якщо воно існувало) залишалося примітивним; видається дуже малоймовірним, що за такий короткий час могло б розвинутися розумне життя: наприкінці «габітального періоду», коли температура фону невпинно падала, океани мали замерзнути.